# Lui chez les cosaques
Pour plus de détails, voir Fiche technique et Distribution.
Lui chez les cosaques (A Sammy in Siberia) est un film américain réalisé par Hal Roach, sorti en 1919.

## Fiche technique
- Titre : Lui chez les cosaques
- Titre original : A Sammy in Siberia
- Réalisation : Hal Roach
- Production : Hal Roach
- Pays d'origine : États-Unis
- Format : Noir et blanc - 1,33:1 - Film muet
- Genre : comédie, court métrage
- Date de sortie : 1919

## Distribution
- Harold Lloyd
- Snub Pollard
- Bebe Daniels
- Sammy Brooks
- Gus Leonard
- Noah Young
- Marie Mosquini
- Bud Jamison
- Fred C. Newmeyer
- Lige Conley
- Dee Lampton